# Сусаки
Суса́ки (яп. 須崎市 Сусаки-си) — город в Японии, находящийся в префектуре Коти. Площадь города составляет 135,46 км², население — 23 104 человека (1 августа 2014), плотность населения — 170,56 чел./км².

## Географическое положение
Город расположен на острове Сикоку в префектуре Коти региона Сикоку. С ним граничат город Тоса и посёлки Сакава, Цуно, Накатоса.

## Население
Население города составляет 23 104 человека (1 августа 2014), а плотность — 170,56 чел./км². Изменение численности населения с 1980 по 2005 годы:
| 1980 | 31 852 чел. |  |
| 1985 | 31 378 чел. |  |
| 1990 | 30 295 чел. |  |
| 1995 | 28 742 чел. |  |
| 2000 | 27 569 чел. |  |
| 2005 | 26 039 чел. |  |

## Символика
Деревом города считается сакура, цветком — Prunus jamasakura, птицей — обыкновенный зимородок.